# Cornland
Cornland es un lugar designado por el censo ubicado en el condado de Logan en el estado estadounidense de Illinois. En el Censo de 2010 tenía una población de 93 habitantes y una densidad poblacional de 377,97 personas por km².

## Geografía
Cornland se encuentra ubicado en las coordenadas 39°56′16″N 89°24′6″O / 39.93778, -89.40167. Según la Oficina del Censo de los Estados Unidos, Cornland tiene una superficie total de 0.25 km², de la cual 0.25 km² corresponden a tierra firme y (0%) 0 km² es agua.

## Demografía
Según el censo de 2010, había 93 personas residiendo en Cornland. La densidad de población era de 377,97 hab./km². De los 93 habitantes, Cornland estaba compuesto por el 97.85% blancos, el 0% eran afroamericanos, el 0% eran amerindios, el 0% eran asiáticos, el 0% eran isleños del Pacífico, el 0% eran de otras razas y el 2.15% pertenecían a dos o más razas. Del total de la población el 0% eran hispanos o latinos de cualquier raza.